# Michael Olson

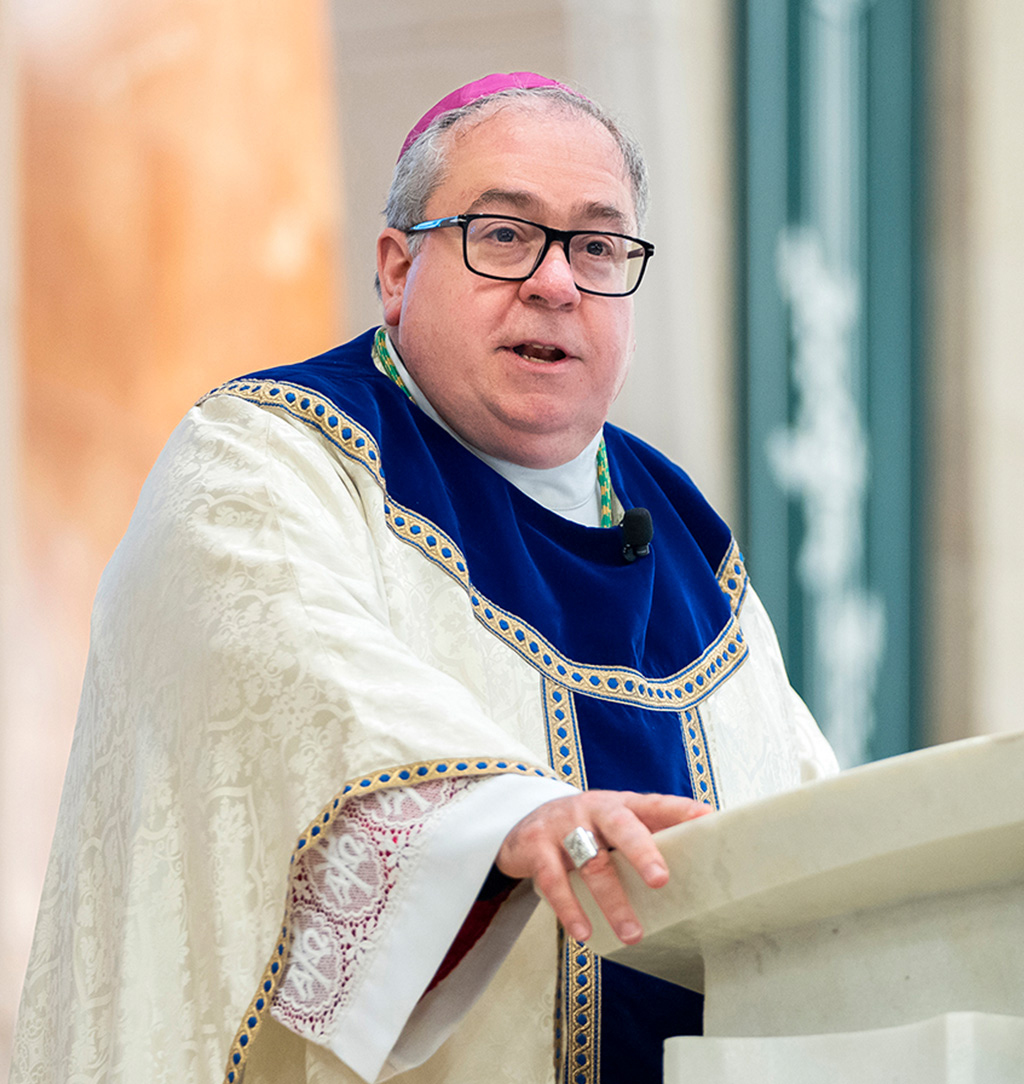
Bischof Michael Olson (2022)

Bischofswappen von Michael Olson

Michael Fors Olson (* 29. Juni 1966 in Park Ridge, Illinois) ist ein US-amerikanischer Geistlicher und römisch-katholischer Bischof von Fort Worth.

## Leben
Olson empfing am 3. Juni 1994 das Sakrament der Priesterweihe durch Joseph Patrick Delaney, den damaligen Bischof von Fort Worth. Im Jahr 2011 wurde er an der Accademia Alfonsiana in Rom in Moraltheologie promoviert. Thema seiner Dissertation war The Function of Prudence in Withholding/Withdrawal of Assisted Hydration and Nutrition from PVS Patients: A Consideration of the Approach of Germain Grisez (Die Funktion der Klugheit beim Vorenthalten/Absetzen der künstlichen Flüssigkeits- und Ernährungszufuhr bei PVS Patienten. Eine Betrachtung des Ansatzes von Germain Grisez).
Olson unterrichtete am Seminar Saint Mary in Houston und lehrte an der Universität Dallas. Von 2008 bis zu seiner Ernennung zum Bischof war er Rektor des Seminars Holy Trinity.
Am 6. Mai 2010 verlieh ihm Papst Benedikt XVI. den Titel eines Kaplans Seiner Heiligkeit.
Am 19. November 2013 ernannte ihn Papst Franziskus zum vierten Bischof von Fort Worth. Die Bischofsweihe spendete ihm der Erzbischof von San Antonio, Gustavo García-Siller MSpS, am 29. Januar 2014. Mitkonsekratoren waren der Bischof von Orange in California, Kevin William Vann, und der emeritierte Erzbischof von Galveston-Houston, Joseph Anthony Fiorenza.
Durch seine Ernennung zum Bischof ist Olson Mitglied der US-amerikanischen Bischofskonferenz. Dort gehörte beziehungsweise gehört er folgenden Ausschüssen an: Ausschuss für internationalen Frieden und Gerechtigkeit, Ausschuss für den Klerus, das geweihte Leben und Berufungen, Ausschuss zum Schutz von Kindern und Jugendlichen und Ausschuss für die Glaubenslehre und innerhalb dieses Vorsitzender des Unterausschusses für Gesundheitsfragen.

## Standpunkte und Maßnahmen

### Fischer More College
Kurz nach seinem Amtsantritt untersagte der Bischof in einem auf den 24. Februar 2014 datierten Brief Michael King, dem Präsidenten des Fischer More College, einem College im Bistum, die Messe im außerordentlichen (tridentinischen) Ritus zu feiern. Außerdem untersagte er das Feiern der „Alten Messe“ im College überhaupt; Studenten, die an einer Messe im außerordentlichen Ritus teilnehmen wollten, wurden auf eine Pfarrkirche verwiesen, in der sonntags um 17:30 eine solche Messe gefeiert werde. Dem Verbot war ein Treffen zwischen dem Bischof und Präsident King vorausgegangen.

### Konflikt mitTexas Right to life
Im Jahr 2018 kam es zu einem Konflikt zwischen der texanischen Bischofskonferenz und der in Houston ansässigen sogenannten Pro-Life-Organisation Texas Right to life, die den Bischöfen vorgeworfen hatte, in Fragen der Abtreibung und der Sterbehilfe nicht uneingeschränkt die Lehre der Kirche zu vertreten. Die Bischofskonferenz ihrerseits riefen dazu auf, Veranstaltungen von Texas Right to Life nicht zu unterstützen. Olson verteidigte diese Erklärung.

### McCarrick und der Missbrauchsskandal
Im Juli 2018 wandte Olson sich mit einem Brief an die Gläubigen seiner Diözese, in dem er sich für eine Laisierung des ehemaligen Kardinals Theodore McCarrick wegen dessen Missbrauchstaten aussprach. Gleichzeitig versicherte er, dass es in dem von ihm geleiteten Bistum keinerlei Toleranz gegen den Missbrauch von Minderjährigen oder schutzwürdigen Erwachsenen geben werde.

### Diakonat
Als Bischof belebte Olson die Einrichtung der ständigen Diakone neu. Im Jahr 2020 weihte er nach elf Jahren ohne Diakonenweihe 24 Männer zu ständigen Diakonen und im Jahr 2022 weitere 10. Er trifft sich jährlich mit seinen ständigen Diakonen und ist bemüht, diese in die Gemeindearbeit zu integrieren.

### Klosterstreit in Arlington
Olson wurde 2023 zum Protagonisten eines Rechtsstreits mit einem in Arlington in seiner Diözese gelegenen Nonnenkloster der Unbeschuhten Karmelitinnen, wo er einen Bruch des Keuschheitsgelübdes durch die schwerkranke deutschstämmige Priorin Teresa Agnes Gerlach mit einem Priester der Nachbardiözese vermutete. Später erhob das Bistum auch den Vorwurf des unerlaubten Drogenbesitzes, weswegen man mit der örtlichen Polizeibehörde zusammenarbeite. Gleichzeitig veröffentlichte das Bistum zwei Fotografien, auf denen Cannabis- beziehungsweise Marihuanaprodukte im Kloster der Heiligen Dreifaltigkeit zu sehen sind. Die Nonnen ihrerseits sprachen von einem „absolut bösen“ Verhalten des Bischofs.
Mit der Begründung, es handele sich um ein rein kirchenrechtliches Verfahren, das staatliches Recht nicht tangiere, verfügte er die Sicherstellung von Computern und einem Handy aus dem Besitz des Klosters als Beweismittel und erklärte das Kloster für aufgehoben. Deswegen wurde ihm vorgeworfen, seine kanonischen Kompetenzen als Ordinarius überschritten zu haben, weil die Ordensfrauen exemt sind und der Jurisdiktion des Bischofs gar nicht unterstehen, sondern unmittelbar ihren Ordensoberen und dem Papst. Da der Orden aber nicht Teil einer Ordensföderation ist, stehen dem Ortsbischof besondere Rechte in der Aufsicht zu.
Da die Nonnen auch staatliches Recht verletzt sahen, klagten sie vor den Gerichten des Staates Texas wegen Schadensersatz und verlangten auf kirchenrechtlicher Ebene eine Intervention des Ordensdikasteriums der Römischen Kurie gegen den Bischof, dem sie einen eklatanten Machtmissbrauch vorwerfen. Einige Beobachter vermuten als wirkliches Motiv Olsons ein zentral gelegenes Ufergrundstück in Arlington im Wert von 20 Mio. US-Dollar aus dem Besitz des Klosters, das der Bischof durch Übernahme der Kontrolle des Konvents an sich bringen wolle. Andere nehmen an, die Beschlagnahme der Computer habe das Ziel gehabt, an die Liste der Spender und Wohltäter des Konvents zu gelangen. Bischof Olson informierte die Gläubigen seiner Diözese über den Vorgang und rief zum Gebet für die Schwestern auf.
Olson forderte das Kloster auf, die Zivilklage gegen die rechtswidrige Durchsuchung der Klausur und die Beschlagnahme von Klostereigentum durch die Vertreter des Bistums fallenzulassen. Als Druckmittel verbot er die tägliche Messfeier des Konvents (nur eine nichtöffentliche Sonntagsmesse blieb erlaubt) und beschränkte die Beichtgelegenheit der Nonnen, die für diese Dienstleistungen auf Priester der Diözese angewiesen sind, bis sie wieder „Liebe und Gehorsam gegenüber der Heiligen Kirche und ihren heiligen Hirten zeigen“.
Mit einem vom Sekretär des Ordensdikasteriums, Kurienerzbischof José Rodríguez Carballo OFM, unterzeichneten Dekret stellte sich die römische Behörde auf die Seite von Bischof Olson und sanktionierte sein Vorgehen, indem sie ihn am 31. Mai 2023 zum Apostolischen Kommissar für das Kloster ernannte und damit die Vollmacht eines höheren Oberen über die Nonnen verlieh. Am 1. Juni erklärte Olson seine Untersuchung für abgeschlossen und die von ihm verfolgte Oberin für schuldig, ihr Keuschheitsgelübde verletzt zu haben. Er schloss sie deswegen auf Basis seiner neuen Befugnisse aus ihrem Orden aus. Im Übrigen führte er die tägliche Messe für die Nonnen wieder ein, schloss die „gläubigen Laien“ aber weiterhin davon aus. Sowohl die Rechtsakte des Bischofs als auch das vatikanische Dekret werden von Außenstehenden als kirchenrechtlich fragwürdig eingeschätzt. Der Unterzeichner des Dekrets, Rodríguez Carballo, war bereits in der Vergangenheit durch Nonnenklöster betreffende Maßnahmen aufgefallen, die in Ordenskreisen kritisiert wurden. Die von dem Ausschluss betroffene Priorin legte dagegen Beschwerde bei den vatikanischen Behörden ein und verblieb bis zu einer Entscheidung im Kloster.
Zusätzliche Brisanz erhielt der Konflikt dadurch, dass sich der wegen seiner schismatischen Haltung exkommunizierte Erzbischof Carlo Maria Viganò, vormals Nuntius des Apostolischen Stuhls in den Vereinigten Staaten, einschaltete und die Nonnen gegen den Ortsbischof unterstützte.
Im August 2023 verschärfte sich die Situation noch einmal. Mit Erklärung vom 19. August 2023 teilte der Bischof den Gläubigen der Diözese mit, dass die (ausgeschlossene) Priorin, unter Datum vom 18. August 2023 Erklärungen auf der Internetseite des Klosters publiziert habe, mit denen sie öffentlich die Autorität des Bischofs und Päpstlichen Kommissars in Frage gestellt hätte. Es sei deswegen möglich, dass sie sich wegen ihres „öffentlichen, skandalösen und schismatischen“ Verhaltens die Tatstrafe der Exkommunikation zugezogen habe. Je nach deren Verstrickung könne dies auch die anderen Nonnen des Klosters betreffen. Das Kloster bleibe daher, bis sich die Schwestern von diesem Verhalten distanziert hätten, für die Öffentlichkeit geschlossen. Am 18. April 2024 veröffentlichte die Sekretärin des Dikasteriums für die Institute geweihten Lebens und für die Gesellschaften apostolischen Lebens, Simona Brambilla MC, im Auftrag des Heiligen Stuhls („ad nutum Sanctae Sedis“) ein Dekret, mit dem sie das Kloster der Gesellschaft Christkönig, der Vereinigung der örtlichen Karmelitenklöster unterstellte und deren Präsidentin, Mutter Maria von der Menschwerdung zur Oberen des Klosters ernannte. Von der Ernennung wurden sowohl die Nonnen als auch der Bischof benachrichtigt, dem das Dikasterium zugleich für seinen Dienst im Interesse des Klosters dankte. Bischof Olson teilte dies zudem den Gläubigen der Diözese mit.
Am 30. April 2024 entschied das Dikasterium für die Institute des geweihten Lebens durch ein von seinem Präfekten, Kardinal João Braz de Aviz, die Beschwerden der Nonnen gegen die bischöflichen Entscheidungen vom 1. Juni 2023. Dabei wurden sämtliche vom Bischof getroffenen Maßnahmen bestätigt mit Ausnahme des Ausschlusses von Teresa Agnes Gerlach aus dem Kloster Allerdings ging das Dikasterium ebenso wie der Bischof davon aus, dass der Verstoß der Betroffenen gegen das sechste Gebot vorgelegen habe. Die Entscheidung des Bischofs konnte aber materiell keinen Bestand haben, weil der Schwester nicht die ihr zustehenden fünfzehn Tage zur Abfassung einer Erwiderung zugestanden worden sind. Materiell habe der Bischof zu Unrecht angenommen, die Priorin habe den Verstoß gegen das Keuschheitsgelübde durch Ausnutzen ihrer Leitungsstellung begangen; nur in diesem qualifizierten Fall rechtfertigt ein Verstoß gegen das sechste Gebot den Ausschluss aus dem Orden.
Im Juli 2024 wurde bekannt, dass die Nonnen, die sich nach wie vor weigerten, die eingesetzte Mutter Maria von der Menschwerdung als Obere zu akzeptieren, weswegen Bischof Olson seinen Priestern verboten hatte, im Kloster die Messe zu lesen, suspendierte Priester zur Messfeier eingeladen hatten. Mit Schreiben vom 26. Juli 2024 wandte sich Bischof Olson an die eingesetzte Oberin mit einem Schreiben, in dem er anbot, einen Geistlichen der Petrusbruderschaft zu beauftragen, im Kloster die Messe im alten Ritus zu zelebrieren, wenn die Nonnen ihrerseits vier Bedingungen erfüllten:
1. Die Schwestern distanzieren sich von Erzbischof Vigano und erklärten, Papst Franziskus als rechtmäßigen Papst anzuerkennen;
2. Die Schwestern akzeptierten Mutter Maria von der Menschwerdung als ihre rechtmäßige Oberin
3. Die Schwestern akzeptierten Bischof Olson als ihren Ortsbischof
4. Die Schwestern folgten der Aufforderung von Mutter Maria von der Menschwerdung, bestimmte Materialien von der Internetseite des Klosters zu entfernen.

Mutter Maria von der Menschwerdung leitete dieses Angebot, das sie befürwortete, am 27. Juli 2024 an die Nonnen in Arlington weiter, die es jedoch unbeachtet gelassen haben sollen. Weder hätten die Nonnen zu erkennen gegeben, dass sie die Spendung der Sakramente wünschten, noch sich zu einem Dialog mit der eingesetzten Ordensoberen oder dem Ortsbischof bereit erklärt.
Am 17. September 2024 wurde berichtet, dass die betroffenen Ordensschwestern beschlossen hätten, sich der Leitung der Priesterbruderschaft St. Pius X. zu unterstellen.
Im Dezember 2024 veröffentlichte Olson ein Dekret des Ordensdikasteriums, in dem das Kloster für aufgehoben erklärt wurde.

### Fiducia Supplicans – die Segnung gleichgeschlechtlicher Paare
Nachdem das Dikasterium für die Glaubenslehre am 18. Dezember 2023 die Erklärung Fiducia supplicans publiziert hatte, veröffentlichte Bischof Olson am 21. Dezember 2023 ein pastorales Schreiben, mit dem er betonte, dass sich durch das veröffentlichte Dokument nichts an der Lehre der Katholischen Kirche zur Ehe geändert habe. Der Papst habe lediglich eine Möglichkeit eröffnet, Menschen in „irregulären“ Verbindungen außerhalb der Liturgie eine spontane Segnung zuteilwerden zu lassen. Die Gläubigen sollten sich nicht durch absichtliche Entstellungen des Dokuments verunsichern lassen.

### Eucharistie
In einem im April 2024 erschienenen Beitrag für das von den amerikanischen Jesuiten herausgegebene Magazin America zur Eucharistie als Höhepunkt des christlichen Lebens trat Olson gegen ein angeblich oftmals festzustellendes Verständnis der Eucharistie als Projektion unserer Wünsche und Erwartungen und für ein Erkennen dessen ein, dass wir selbst das Instrument der Evangelisation sind.